# El fantasma (película de 2024)
El fantasma es una película de comedia policial chilena de 2024, coproducida por Chile, Argentina y Brasil y dirigida por Martín Duplaquet. El guion escrito por Juan Pablo Domenech y Emanuel Diez está basado en hechos reales ocurridos en Chile. El reparto incluye a Willy Semler, Néstor Cantillana, Elisa Zulueta, Daniel Muñoz, Claudia Di Girolamo y Darío Lopilato. 
Fue preselecionada para el 47° Festival Internacional de Cine de São Paulo, donde se realizó el estreno mundial el 23 de octubre de 2023.

## Sinopsis
En 2006 José, un exempleado bancario en quiebra, decide regresar a su pasado criminal, formando la banda de atracadores de bancos más famosa de la historia de Chile. “El Fantasma” es ahora una estrella mediática, pero no cuenta con Daniel, un policía experimentado que llevará el juego hasta sus últimas consecuencias.

## Reparto
- Willy Semler como José Hidalgo/ Martín Garrido/ El fantasma [5]
- Néstor Cantillana como Daniel Subercaseaux
- Elisa Zulueta como Judi
- Darío Lopilato como Picasso
- Daniel Muñoz como Chang
- Claudia Di Girolamo como Paula
- Solange Lackington como Florencia
- Diego Ruiz como Sebastián
- Bárbara Ruiz-Tagle como Jimena
- Álvaro Viguera como Fredo
- Romeo Singer
- Diego Boggioni
- Jaime Omeñaca
- Jaime McManus como tío Fredo
- Lía Maldonado como Helena Sepúlveda
- Alberto Zeiss como Mayorga
- Claudio Arredondo
- César Sepúlveda
- Paloma Salas